# Robert al II-lea al Franței
Robert al II-lea (franceză Robert II le Pieux), (n. 27 martie 972 d.Hr., Orléans, Franța – d. 20 iulie 1031, Melun, Île-de-France, Franța) a fost rege al francilor. A domnit între 996-1031, a fost singurul fiu al regelui Hugo Capet, membru al Dinastiei Capețienilor.

## Biografie
Nu se știe data și locul exact al nașterii lui Robert însă istoricii înclină puternic spre anul 972 și Orléans, capitala ducatului robertian încă din secolul al IX-lea. Singurul fiu al ducelui francilor, Hugo, și a soției sale, Adélaïde de Poitiers, este numit "Robert" ca eroicul său strămoș Robert cel Puternic, care a murit în lupta cu vikingii în 866. Robert a avut trei surori: Gisèle, Edwige și Adélaïde.

### Asocierea
Imediat după încoronare, tatăl lui Robert, Hugo Capet l-a asociat la domnie, pentru a fi sigur că va ocupa scaunul regal. Asocierea a fost un fenomen aparte care se manifesta, atunci când legitimitatea dinastică era contestabilă. Pretextul a fost găsit odată cu plecarea lui Hugo împotriva maurilor, fiindcă era nevoie de un rege, în cazul în care va deceda în război.
Acest lucru a fost posibil, doar fiindcă Hugo Capet avea o experiență bogată în artele politice și controla nobilimea feudală. Robert al II-lea a fost încoronat la 30 decembrie 987. În mare măsură după moartea lui Hugo din 996, Robert nu a avut dispute legate de succesiunea la tron, însă a avut destule conflicte cu papalitatea.

### Papalitatea
Robert al II-lea și-a luat în serios activitatea regală în anii 990, ajutându-și tatăl în anul 991, când a oprit Episcopul Franței de a pleca în Sfântul Imperiu Roman cu motivul Sinodului inițiat de Papa Ioan al XV-lea, unde Hugo Capet căzuse în dizgrație.

### "Cel Pios"
Robert, în afara problemelor pe care le-a avut cu papalitatea din cauza problemelor matrimoniale, a fost un catolic foarte devotat, fiind numit "Cel Pios". A avut înclinații muzicale, fiind compozitor, membru al corului și poet, făcând din palatul său un loc al singurătății religioase, unde conducea liturghiile de dimineață și vesperile în haine regale. Oricum faptul că era pios, se datora intoleranței sale religioase, pedepsind cu asprimea ereticii.